# Peterborough (New Hampshire)
Peterborough est une ville dans le Comté de Hillsborough (New Hampshire) aux États-Unis. La population était de 6 284 au recensement de 2010. Elle est située le long de la rivière Contoocook. La communauté est à 38 miles (61 km) au sud-ouest de Manchester et 72 miles (116 km) au nord-ouest de Boston.

## Fondation Clay
L'Institut de mathématiques Clay située à Petersborough, est une fondation soutenant la recherche en mathématiques d'avant-garde.

## Culture
De nombreux artistes sont venus à la MacDowell Colony, (National Historic Landmark (site historique national), une retraite créative boisée proche du centre de Petersborough et qui offre des subventions à plus de 250 artistes par an, et  créée par la famille du compositeur Edward MacDowell. Tout en travaillant à MacDowell, Leonard Bernstein compose MASS ; Aaron Copland compose Billy the Kid, Thornton Wilder écrit Our Town et Le Pont du roi Saint-Louis, James Baldwin rédige Giovanni's Room,Willa Cather, Death Comes for the Archbishop, DuBose et Dorothy Heyward s'attellent à Porgy and Bess, et Virgil Thomson compose Mother of Us All, Alice Walker travaille sur son premier roman  Meridian, Michael Chabon y a écrit Les Extraordinaires Aventures de Kavalier et Clay, Alice Sebold La Nostalgie de l'ange et Jonathan Franzen a complété Les Corrections.

## Personnalités
- Sam Huntington

## Sources
- (en) Cet article est partiellement ou en totalité issu de l’article de Wikipédia en anglais intitulé « Peterborough, New Hampshire » (voir la liste des auteurs).